# Ouali Bennaï
Ouali Bennaï (en kabyle: Waɛli Bennay, en tifinagh: ⵡⴰⵄⵍⵉ ⴱⵏⵏⴰⵢ), né dans le village Djemaa Saharidj en Kabylie est un révolutionnaire défenseur de l'Algérie algérienne durant la colonisation et également un militant berbériste.

## Biographie
Il est né au village de Ldjemâa n Saridj (Djemaa Saharidj) dans le Aarch de Aït Fraoussen en 1917 (commune et daira de Mekla actuelle). On l'appelait Si-Ouali-n-Senior Issahnounen. Son père était cultivateur au village. Ouali quitte très tôt la Kabylie natale, comme la plupart de ses semblables, pour la Mitidja et Alger, pour devenir vannier puis maraicher. Très vite convaincu par l'idée nationaliste algérienne, il adhère au Parti du peuple algérien (P P A) au début des années 1940 et devient l'un des responsables de la Grande Kabylie. 
Militant très dynamique, il fait partie parti en 1944 à Alger d'une organisation de choc qui avait pour mission de défendre les responsables du parti et qui était dirigée par Ahmed Bouda et Mohamed Belouizdad. Durant la même année il est désigné par la direction du parti comme agent de liaison pour les organisations universitaires d'Alger. L'occasion lui est offerte pour entrer en relation avec les étudiants et lycéens de Ben Aknoun, dont : Amar Ould Hamouda (cousin du colonel Amirouche Aït Hamouda), Omar Ouseddik, Ali Laimeche, Hocine Ait Ahmed, Said Chibane, Sadek Hadjerès, Mohand Idir Aït Amrane Mbarek At Mengellat (tous originaires de Kabylie). 
La plupart d'entre eux, vont constituer le noyau du groupe dit « berbèro-nationaliste » à l'origine de la crise berbériste de 1949. 
Bennaï va devenir le chef politique, le guide et surtout l'ami et le frère aîné, le conseiller de ces jeunes étudiants encore novices dans le domaine de la politique. Il va les organiser dans le cadre du parti. « Chaque dimanche, écrit Ait Amrane, il (Bennaï) nous fixait rendez-vous dans un petit café de la rue Boulin, en basse Casbah, le local appartenant à un militant nationaliste de la première heure nommé Ahmed Ouguenoune di Hend Laarvi, originaire des Ait Jennad du village d'Adrar N'Ath Qodea de la commune d'Aghrib.  Il était avec Si Omar, Laïmeche, Ould Hamouda, Ahmed et Si Ouali. C'est au cours de ces discussions que la question identitaire prend forme. C'est aussi, l'époque: on est en  janvier 1945, où Ait Amrane compose le premier chant patriotique en Kabyle, « Ekker a mmis umazigh ». 
Bennai Ouali, fut exclu du PPA-MTLD après la crise berbériste de 1949. La plupart de ses amis rejoignirent le Parti communiste algérien (PCA) comme Omar Oussedik ou Sadek Hadjerès qui en deviendra plus tard le secrétaire général.  Bennai Ouali, quant à lui, préféra prendre part à la création du Parti Populaire Kabyle (PPK) qui fut un échec retentissant. Dégoûté, il se retira de toute vie politique.  « Il fut abattu par ses frères de combats d'une rafale de mitraillette dans le dos à la sortie de son village natal à la mi-février 1957 ». Nombreux sont ceux qui adhèrent à la présomption que ce militant amazigh s'est fait cadavéré par le CCE. Or, les preuves manquent à l'appui et une altercation avec Mohammedi Saïd lors de l'année précédente dément encore plus cette allégation.

## Source
- Extrait du livre de Ali Guenoun, Chronique du mouvement Berbère. Edition Casbah 1999. Bennai Ouali serait mort en 1957.
- Belaid Abane, Assassinat de Bennaï Ouali : extrait de l'ouvrage de Belaid Abane, https://www.lematindalgerie.com/assassinat-de-bennai-ouali-extrait-de-louvrage-de-belaid-abane.